# Andrea Duro
Andrea Duro Flores (Fuenlabrada, Madrid, 14 de octubre de 1991) es una actriz y modelo española conocida por interpretar a Yoli en la serie juvenil Física o química.

## Biografía y carrera artística
Andrea realizó sus estudios de interpretación en el estudio de Juan Carlos Corazza, además de cursos de interpretación con Lorena García y en El Almacén.
Comenzó su carrera televisiva con quince años en la serie Cuestión de sexo hasta que en 2008 dio el salto a la fama con su papel de Yoli en la serie Física o química, en la que permaneció hasta el año 2011 durante las siete temporadas que duró. En 2010 participó en la taquillera película de romance Tres metros sobre el cielo interpretando a Mara.
En 2012 se incorporó a la telenovela de sobremesa de Antena 3 El secreto de Puente Viejo interpretando a Enriqueta. También ese año estrenó la película Promoción fantasma junto a Raúl Arévalo y Anna Castillo entre otros. En 2013 participó en un episodio de la serie Gran Hotel. Además, estrenó la película Al final todos mueren interpretando a Diana.
En 2014 se incorporó a la serie de sobremesa de Antena 3 Amar es para siempre interpretando a Lucía. Participó en la adaptación española del best-seller Perdona si te llamo amor de Federico Moccia y en la película Por un puñado de besos junto a Martiño Rivas y Ana de Armas. Ese año también participó en la miniserie de Telecinco El Rey interpretando a Carmen Martínez-Bordiu. Junto a Joel Bosqued, protagonizó el videoclip de la canción Perdona si te llamo amor del grupo Maldita Nerea. Este año se estrenó también en festivales la película Pixel Theory, dónde Andrea protagoniza el segmento La Biblioteca de Lucien de David Galán Galindo.
En 2015 interpretó a Nuria Atiza en la primera temporada de la serie Olmos y Robles de TVE. También ese año, estrenó la película Los miércoles no existen, una comedia musical basada en la obra de teatro del mismo nombre, junto a Eduardo Noriega y Alexandra Jiménez. En 2016 grabó la serie Perdóname, Señor para Telecinco, una miniserie de ocho capítulos junto a Paz Vega y Jesús Castro, que se estrenó en mayo de 2017. También hizo un cameo en la serie La que se avecina de Telecinco.
En 2017 se anunció su incorporación al reparto de la serie de Movistar+ Velvet Colección, continuación de la aclamada ficción de época emitida en Antena 3 Velvet, interpretando a Marie Leduc. Además, protagonizó la obra de teatro S.I.N.G.L.E.S.. En 2018, estrenó la serie La catedral del Mar en Antena 3, grabada en 2016 y en la que da vida a Aledis Segura. En 2019 protagonizó la serie de Televisión Española Promesas de arena, donde interpretó a Lucía.
En 2020 se confirmó su incorporación como personaje principal en la secuela de Física o química, Física o químicaː el reencuentro, donde vuelve a interpretar a Yolanda Freire (Yoli) y que fue emitida en Atresplayer Premium. En 2021 estrenó Xtremo, película original de Netflix, en la que interpretó a María. Ese mismo año protagonizó el largometraje Con quién viajas, junto a Ana Polvorosa, Pol Monen y Salva Reina. Un año después protagonizó la película Todos lo hacen, también dirigida por Hugo Martín Cuervo.

## Filmografía

### Televisión
| Año         | Título                           | Canal             | Personaje                       | Notas         |
| ----------- | -------------------------------- | ----------------- | ------------------------------- | ------------- |
| 2007        | Cuestión de sexo                 | Cuatro            | Berta                           | 2 episodios   |
| 2008 – 2011 | Física o química                 | Antena 3          | Yolanda «Yoli» Freire Carballar | 77 episodios  |
| 2012        | El secreto de Puente Viejo       | Antena 3          | Enriqueta                       | 159 episodios |
| 2013        | Gran Hotel                       | Antena 3          | Celia Velledur                  | 1 episodio    |
| 2014 – 2015 | Amar es para siempre             | Antena 3          | Lucía Barbate Mínguez           | 195 episodios |
| 2014        | Víctor Ros                       | La 1 (TVE)        | Nuria                           | 1 episodio    |
| 2014        | El Rey                           | Telecinco         | Carmen Martínez-Bordiú          | 1 episodio    |
| 2015        | Olmos y Robles                   | La 1 (TVE)        | Nuria Atiza                     | 7 episodios   |
| 2016        | Paquita Salas                    | Flooxer / Netflix | Andrea Duro                     | 2 episodios   |
| 2016        | La que se avecina                | Telecinco         | Andrea                          | 1 episodio    |
| 2017        | Perdóname, Señor                 | Telecinco         | Claudia                         | 8 episodios   |
| 2017 – 2019 | Velvet Colección                 | Movistar+         | Marie Leduc                     | 21 episodios  |
| 2018        | La catedral del mar              | Antena 3          | Aledis Segura                   | 5 episodios   |
| 2019        | Promesas de arena                | La 1 (TVE)        | Lucía                           | 6 episodios   |
| 2019        | Sí, quedo                        | Youtube           | Andrea                          | 3 episodios   |
| 2020 – 2021 | Física o químicaː el reencuentro | Atresplayer       | Yolanda «Yoli» Freire Carballar | 2 episodios   |
| 2025        | La Favorita 1922                 | Telecinco         | Ana Ferrer                      | 16 episodios  |
| 2025        | Camino a Arcadia                 | Vix               |                                 |               |

### Cine
| Año  | Título                       | Personaje       | Director                 |
| ---- | ---------------------------- | --------------- | ------------------------ |
| 2010 | Tres metros sobre el cielo   | Mara            | Fernando González Molina |
| 2011 | Juan de los Muertos          | Camila          | Alejandro Brugués        |
| 2012 | Promoción fantasma           | Mariví Herrera  | Javier Ruiz Caldera      |
| 2013 | Al final todos mueren        | Diana           | Roberto Pérez Toledo     |
| 2013 | Pixel Theory                 | Saori Santana   | David Galán Galindo      |
| 2014 | En apatía: secuelas del odio | Amiga de Víctor | Joel Arellanes Durán     |
| 2014 | Por un puñado de besos       | Marta           | David Menkes             |
| 2014 | Perdona si te llamo amor     | Olivia «Oli»    | Joaquín Llamas           |
| 2014 | Los amigos raros             | Paloma          | Roberto Pérez Toledo     |
| 2015 | Los miércoles no existen     | Paula           | Peris Romano             |
| 2016 | Pasaje al amanecer           | Clara           | Andrés Castro            |
| 2020 | La maldición del guapo       | Aldana          | Beda Docampo Feijóo      |
| 2021 | Con quién viajas             | Elisa           | Hugo Martín Cuervo       |
| 2021 | Xtremo                       | María           | Daniel Benmayor          |
| 2022 | Todos lo hacen               | Mariví          | Hugo Martín Cuervo       |
| 2024 | Nueva Tierra                 | Maya            | Mario Pagano             |
| 2025 | Pequeños calvarios           | Paola           | Los hermanos Polo        |

### Teatro
| Año  | Título         | Personaje | Director                     | Lugar       |
| ---- | -------------- | --------- | ---------------------------- | ----------- |
| 2017 | S.I.N.G.L.E.S. | Bea       | Pepe Cabrera y Javier Andrés | Teatro Lara |

### Videoclips
- Física o química, de Despistaos (2008)
- Redes, de Pez Limón (2013)
- Perdona si te llamo amor, de Maldita Nerea (2014)
- Caída Libre, de Zahara (2016)
- Dolce Vita, de Robledo (2018)

## Vida privada
Entre 2021 y 2024 mantuvo una relación con el jugador de pádel Alejandro Galán.